# Анабарський улус
Анабарський улус (якут. Анаабыр улууhа, рос. Анабарский улус) — муніципальний район Республіки Саха (Якутія). Адміністративний центр — село Саскилах. Утворений 10 грудня 1930 року.

## Населення
Населення району становить 3 405 особи (2013).

## Адміністративний поділ
Район адміністративно поділяється на 2 муніципальні утворення, які об'єднують 3 населених пункти.